# Saint-Laurent-de-Cognac
Saint-Laurent-de-Cognac település Franciaországban, Charente megyében. Lakosainak száma 832 fő (2022. január 1.). Saint-Laurent-de-Cognac Cognac, Javrezac, Louzac-Saint-André, Merpins, Chérac és Salignac-sur-Charente községekkel határos.

## Népesség
A település népessége az elmúlt években az alábbi módon változott:
| Lakosok száma | 665  | 726  | 921  | 898  | 876  | 866  | 859  | 827  | 824  | 832  |
|               | 1962 | 1975 | 1990 | 2006 | 2010 | 2013 | 2016 | 2018 | 2020 | 2022 |